# Auteur
Un auteur (/oʊˈtɜːr/; francès: [otœʁ], lit.'autor') és un artista, com ara un director de cinema, que aplica de forma altament centralitzada i subjectiva el control de molts aspectes de l'obra col·laborativa; en altres paraules, una persona equivalent a un autor d'una novel·la o d'una obra de teatre. El terme comunament fa referència a cineastes o directors amb un estil o temàtica reconeixible.
Alguns directors considerats auteurs serien; Wes Anderson, Woody Allen, Ingmar Bergman, Tim Burton, etc. D'espanyols entren a la llista; Luís Buñuel, Pedro Almodóvar i Albert Serra.
L'auteurisme va començar amb la Crítica de cinema francesa de finals dels anys 40 com a sistema de valors que deriva de la crítica de cinema d'André Bazin i Alexandre Astruc—batejada la teoria d'auteur pel crític americà Andrew Sarris. El concepte va ser inventat per distingir els directors de la Nouvelle Vague dels directors de l'studio-system establert a Hollywood. Des de llavors s'ha estat aplicant també als productors de música popular així com als creadors de videojocs.

## Cinema

### Origen

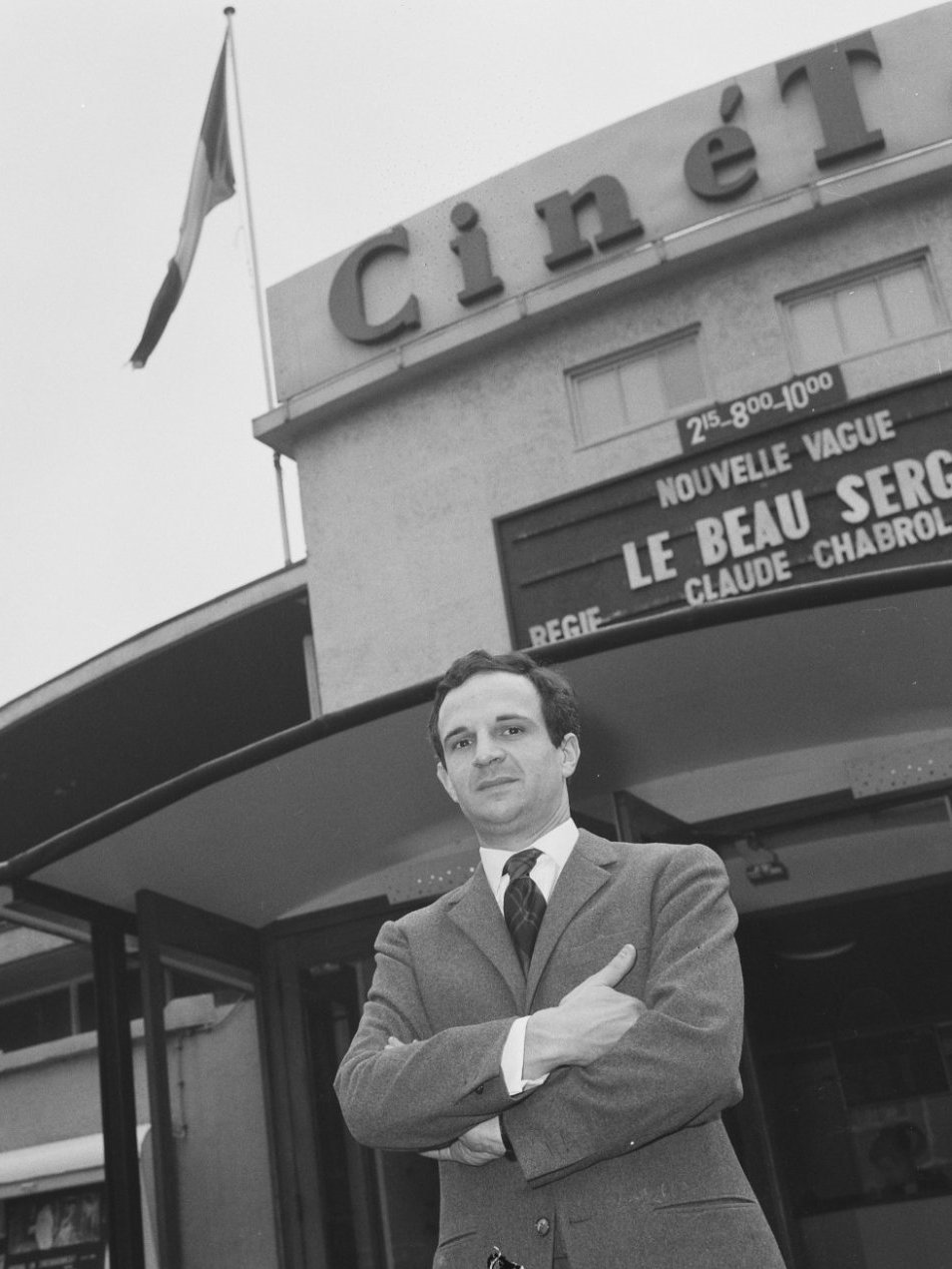
Director de cinema i crític François Truffaut al1965

Molt abans que la teoria d'auteur fos clarament definida, el director era considerat la persona més important d'entre les persones que treballaven en una pel·lícula. El teòric alemany Walter Julius Bloem ho explicava pel fet que el cinema fos un art de masses, i que aquestes masses estiguessin acostumades a considerar una sola persona com aquell que els donava el producte final (en aquest cas, el director), i els altres col·laboradors durant el procés anterior (ex; els guionistes) com a simples treballadors inferiors. També ho deia James Agee, un dels crítics més famosos dels anys 40, afirmant que "Les millors pel·lícules són aquelles personals, creades per directors contundents".
Al mateix temps, els crítics de pel·lícula francesos André Bazin i Roger Leenhardt van convertir-se en defensors de la teoria on el director era qui aportava vida a la pel·lícula i qui feia servir aquesta pel·lícula per a expressar els seus pensaments i sentiments sobre un tema concret, al igual que aportava el seu punt de vista del món com a auteur. Feien èmfasi que l'auteur podia utilitzar la il·luminació, l'ús de la càmera i l'edició per a afegir la seva visió.

### Desenvolupament de la teoria
La revista francesa Cahiers du cinéma va ser fundada l'any 1951 i va esdevenir ràpidament en el centre de la discussió sobre el rol dels directors dins del cinema. A l'assaig de François Truffaut "Une certaine tendance du cinéma français" ("Una certa tendència del cinema francès"), publicat l'any 1954, va criticar la prevalença de la tendència del "cinema de qualitat" dins del cinema francès. Deia que els directors estaven sent massa convencionals adaptant clàssics literaris en pel·lícules poc imaginatives. Truffaut deia que aquestes pel·lícules tractaven al director com només un metteur en scene, algú que senzillament posava en escena als actors i les imatges que ja estaven especificades en el guió. Truffaut va encunyar la frase La politique des auteurs ("La política dels autors") per descriure el seu punt de vista, on hi va expressar la seva clara preferència cap als directors que operaven amb autonomia, visió i un estil significatiu. Aquestes discussions formaven part dels inicis de la Nouvelle Vague.
Des de 1960, amb la seva primera pel·lícula com a director El grum, Jerry Lewis era un dels primers actors d'Hollywood que es convertia en director, per tant podia ser considerat un auteur. La seva atenció a tots dos camps, l'empresarial i el creatius, de la producció: escriptura, direcció, il·luminació, edició i direcció d'art va coincidir amb l'augment de la teoria de l'auteur. Va guanyar l'elogi dels crítics francesos en ambdues revistes Cahiers du cinéma i Positif. El seu singular mise-en-scène, i l'habilitat darrere de la càmera, va ser comparat amb Howard Hawks, Alfred Hitchcock i Satyajit Ray. Jean-Luc Godard va dir, «Jerry Lewis…És l'únic de Hollywood que fa alguna cosa diferent, l'únic que no està caient dins de l'establiment de categories, les normes, els principis. …Lewis és l'únic avui en dia que fa films coratjosos. Ha estat capaç de fer-ho a causa de la seva genialitat personal».

### Popularització i impacte
Andrew Sarris va encunyar la frase "teoria d'auteur" per traduir la politique des auteurs, i és qui va popularitzar aquesta teoria als Estats Units i mitjans de comunicació de parla anglesa. Va utilitzar per primer cop la frase en el seu assaig de l'any 1962 Notes on the Auteur Theory, publicat en la revista Film Culture. Va començar aplicant els seus mètodes a pel·lícules de Hollywood, i va expandir els seus pensaments en el seu llibre El Cinema americà: Directors i Direccions 1929–1968 (1968). L'impacte del treball de Sarris va consistir en el canvi de l'atenció de la crítica i el públic, qui s'enfocaria menys en les estrelles i més en el producte en general .
En els anys 60 i 70, la indústria cinematogràfica va revitalitzar-se amb una nova generació de directors. Coneguts com la era de New Hollywood, als directors se'ls proporcionava un elevat control en els seus projectes. Els estudis van mostrar més voluntat de deixar que els directors s'arrisquessin a l'hora de fer les pel·lícules. La fase va finalitzar als anys 80, quan fracassos financers molt sonats, com La porta del cel, van portar als estudis a reprendre el control.

### Crítica
La teoria d'auteur va tenir detractors des del principi. Pauline Kael n'era una adversària des del principi, i va debatre amb Andrew Sarris en les pàgines del The New Yorker i en diverses revistes de cinema. Kael s'oposava a privilegiar els directors, i en comptes d'això argumentava que una pel·lícula hauria de ser vista com un procés col·laboratiu. En el seu assaig Raising Kane (1971), sobre Ciutadà Kane d'Orson Welles, assenyala com la pel·lícula va fer ús extens dels talents distintius del co-escriptor Herman J. Mankiewicz el director de cinematografia Gregg Toland.
Richard Corliss i David Kipen han discutit que l'escriptura és més important a l'èxit d'una pel·lícula que la direcció. En el seu llibre publicat l'any 2006, Kipen va encunyar el terme teoria de Schreiber per a referir-se a la teoria que el guionista és l'autor principal d'una pel·lícula.
L'historiador de pel·lícules Georges Sadoul assenyalà que l'autor principal d'una pel·lícula no és necessàriament el director, però pot ser l'actor principal, guionista, productor, o fins i tot l'autor de la història original (dins del cas d'adaptacions literàries). També, va argumentar que la pel·lícula només pot ser vista com a feina col·lectiva i no com a feina d'una única persona. L'historiador de pel·lícules Aljean Harmetz, feia referència a l'entrada creativa de productors i executius d'estudi al Hollywood clàssic, argumenta que la teoria d'auteur "col·lapsa en contra de la realitat de l'studio system".
Alguns critiquen la teoria d'auteur, i la pràctica d'elogiar auteurs, per ser mascles. A IndieWire l'any 2013, Maria Giese va anotar que els panteons dels auteurs rarament incloïen una dona. La poca representació de dones dins del cinema ha estat anomenada el sostre de cel·luloide.